# Специалист по всичко
„Специалист по всичко“ е български игрален филм (комедия) от 1962 година на режисьора Петър Б. Василев, по сценарий на Павел Вежинов. Оператор е Георги Георгиев. Музиката във филма е композирана от Петър Ступел. Художник на постановката е Рандю Рандев.

## Сюжет
Апостол завършва висшето си образование по стоматология с отличие. Когато отива да получи назначението си, получава разпределение в село Вълчи дол. Ядосан от това, Апостол постъпва на работа в чудноватото предприятие „Софгркомбитус“. Назначават го като специалист по всичко. Апостол е влюбен в Нели. С нея живее приятелката и съименница, в която се влюбва Спиро. Той съобщава на Апостол, че ще се жени за Нели. Без да подозират, че става въпрос за две различни момичета, двамата приятели се скарват. Спиро напуска квартирата и става спортна звезда. Апостол едва не се удавя в една баня. Двете Нели и Спиро упорито го търсят. Неговата Нели е от Вълчидол. Апостол решава да замине с нея.

## Актьорски състав
| Роля                  | Изпълнител                        |
| --------------------- | --------------------------------- |
| Апостол               | Апостол Карамитев                 |
| Спиро                 | Георги Калоянчев                  |
| Нели 1                | Гинка Станчева                    |
| Нели 2                | Катя Чукова                       |
| Директорът            | Андрей Чапразов                   |
| Началничката          | Ирина Тасева /заслужила артистка/ |
| Фризьорката           | Стоянка Мутафова                  |
| Професорът            | Стефан Сърбов                     |
| Полковникът от запаса | Петър Василев                     |
| Бригадирът            | Герасим Младенов                  |
| Журналистка           | Валентина Борисова                |
| Многодетен баща       | Георги Раданов                    |
| В епизодите           |                                   |
| М. Стефанова          |                                   |
| Ю. Славова            |                                   |
| К. Трендафилова       |                                   |
| В. Декало             |                                   |
| Л. Димитров           |                                   |
| М. Коларова           |                                   |
| Б. Караламбова        |                                   |
| Е. Пенкова            |                                   |
| Н. Калоянчев          |                                   |
| С. Молерова           |                                   |
| С. Кацарска           |                                   |
| К. Димчев             |                                   |
| В. Русинов            |                                   |
| Н. Тодоров            |                                   |
| М. Лазаров            |                                   |
| Я. Тодев              |                                   |

## Творчески и технически екип
| Сценарий                | Павел Вежинов                                                               |
| Режисьор                | Петър Б. Василев                                                            |
| Оператор                | Георги Георгиев                                                             |
| Художник-архитект       | Рандю Рандев                                                                |
| Костюми                 | Ани Лъскова                                                                 |
| Музика                  | Петър Ступел                                                                |
| Звукооператор           | Стоил Ганев                                                                 |
| Грим                    | Юлия Дюлгерова                                                              |
| Монтаж                  | Цветана Томова                                                              |
| Асистент-режисьори      | Я. Якимова М. Лазарова М. Колимечкова                                       |
| Асистент-оператори      | А. Драганов В. Панчев Н. Червенков                                          |
| Директор на продукцията | Дончо Тодоров                                                               |
| Distributed by          | Българска кинематография Студия за игрални филми „София“ /Copyright © 1962/ |

## Награди
- Награда за съвременна комедия на ФБФ, (Варна, 1962).